# Collections égyptiennes de Toulouse
Les collections égyptiennes de Toulouse se trouvent au musée Saint-Raymond depuis 2023, à la suite de la fermeture pour travaux du musée Georges-Labit.

## Histoire
Les collections égyptologiques toulousaines ont eu une existence gyrovague. Elles passèrent successivement du musée des Augustins au musée Saint-Raymond pour être transférées en 1949 au musée Georges-Labit à la suite du nouveau plan de répartition des collections des musées de la ville de Toulouse conçu et réalisé par Robert Mesuret.
En 2023, la momie d'Inimennaÿsnebout (momie In Imen) et la collection égyptienne, clou du musée Labit (fermé pour cause de travaux), retourne au musée Saint-Raymond.

## Composition des fonds
Le collection actuelle transférée au musée Saint-Raymond évoque un mobilier funéraire élargi recouvrant plusieurs époques, ainsi que :
- des textes funéraires sur papyrus d'origine thébaine[3] ;
- des sarcophages et plastrons de momie[4], dont le cercueil et la momie In Imen,
- des vases canopes[5] ;
- des figurines funéraires, nommées chaouabtis[6] ;
- des statuettes et des modèles transposant des scènes de la vie courante du défunt ou emblématiques de ses fonctions[7] ;
- des bronzes et amulettes de représentations divines ou de formes humaines[8] ;
- un coffret en bois enduit et peint et terre émaillée possède trois couvercles et prend donc le forme d'une chapelle triple (en forme de per-nou, sanctuaire primitif de Basse-Égypte dont la toiture est bombée) ;
- des récipients à parfums et objets de toilette[9].

#### Catalogues et publications
- Sydney H. Aufrère, Les collections égyptiennes de Toulouse, vol. n°1, Toulouse, Les cahiers du Musée Georges-Labit, 1995, 48 p. (ISBN 2-905880-18-X). .
- Les collections, musée Georges-Labit / Violette Fris-Larrouy, Nathalie Bazin, Marie Dominique Labails, Sydney H. Aufrère, Alexandra Lorquin Toulouse : Musée Georges Labit, 1997 Coll. « Cahiers du Musée Georges-Labit, n° 3 »
- Lorquin, Alexandra "Nat" : étoffes égyptiennes de l'Antiquité tardive du Musée Georges Labit / Paris : Somogy ; Toulouse : Musée Georges Labit, 1999 Jeanne C. Guillevic et Pierre Ramon
- Musée Georges-Labit : Antiquités égyptiennes et coptes Imprimerie municipale, Toulouse, 1988
- Ramond, Pierre (19..-.... ; égyptologue) Notes sur le papyrus 49-220 / Toulouse : Impr. municipale, [1978]
- Ramond, Pierre (19..-.... ; égyptologue) Le papyrus Varille : un livre des morts d'époque ptolémaïque (305-30 av. J.-C.) / par Jeanne C. Guillevic... et Pierre Ramond... Toulouse : Musée Georges Labit, 1975 (Inv. 73.1.6)
- Ramond, Pierre (19..-.... ; égyptologue) Les stèles égyptiennes du Musée G. Labit à Toulouse Le Caire : Institut français d'archéologie orientale, 1977 Coll. : Bibliothèque d'étude ; 62
- Roschach, Jean Joseph Gabriel Ernest (1837-1909) Catalogue des antiquités et des objets d'art : Musée de Toulouse Toulouse : impr. de I. Viguier, 1865
- Roschach, Ernest (1837-1909) Catalogue des musées archéologiques de la ville de Toulouse : Musée des Augustins... Musée Saint-Raymond... : Monuments égyptiens (pp. 213 à 224) Toulouse : Roux et Cléder, 1892

#### Thèses et travaux universitaires
- Meneghetti Livia, La réception de l'Égypte dans les arts et les sciences à Toulouse du XVIIe siècle au milieu du XXe siècle sous la direction de Corinne Bonnet et de Laurent Bricault, Thèse de doctorat : Sciences de l'Antiquité : Toulouse 2 : 2016
- Bovot Jean-Luc, Les figurines funéraires dans les collections égyptiennes de la région Midi-Pyrénées Toulouse : Université de Toulouse-Le Mirail, UFR Histoire, histoire de l'art et arts plastiques, 1972 Mém. de maîtrise : Histoire : Toulouse 2 : 1972 Pour le Musée Georges-Labit (Toulouse) : f. 5 à 121 : I Statuaire ; II Stèles et peinture ; III Les vases ; IV Les arts mineurs : Les oushebtis, Les bronzes, Les scarabées ; Les amulettes
- Bounhoure Denis, Etude odontologique et crânio-faciale de la momie égyptienne du musée Georges-Labit. Thèse pour le diplôme d’état de docteur en chirurgie dentaire, Université de Toulouse III, unité de formation et de recherche d’odontologie, 1996 Cote : EGY 317.6 BOU (réserve)

#### Articles (colloques, publications en série…)
- Dautant, Alain, Miguel Escobar, and France Jamen, Distribution and Current Location of the French Lot from Bab El-Gasus Cache In Proceedings of the First Vatican Coffin Conference: 19-22 June 2013, edited by Alessia Amenta and Hélène Guichard, I:123–28. Città del Vaticano: Edizioni Musei Vaticani, 2017. Acadamia.edu
- Sydney H. Aufrère & Alain Dautant, « Sur les traces du cercueil de la momie d’In-Imen-Nay.s-Nebou.t du Musée Georges-Labit de Toulouse », Revue Égypte Afrique & Orient n° 62 2011, p. 17-30 Acadamia.edu
- Livia Meneghetti, Karine MadrigalL & Pierre Tardat, Entre antiquariat et érudition. L’itinéraire de la momie de la dame Inimen(na)ÿsnebout de Gourna à Toulouse, article dans Autour de l’émergence de l’Égyptologie (XVIIe – XIXe siècles) Association égyptologique du Gard, 2017
- La statuaire d'Hatchepsout / par Roland Tefnin dans Quelques aspects méconnus du règne d'Hatchepsout [Avignon] : Centre vauclusien d'égyptologie, 2000 , Revue Egypte, Afrique & Orient n°17 mai 2000, p.33 à 40
- Marie-Dominique Labails, Etude et présentation de la momie égyptienne du musée Georges-Labit, article dans L'Olifant revue de l'Association des amis du Musée Paul Dupuy, N°12 été 1995, p. 14-15

#### Autres
- « Le retour de la momie », sur Musée Saint-Raymond Toulouse, 20 octobre 2023 (consulté le 25 novembre 2023).
- Jean-Noël Gros, « À Toulouse, le retour de la momie », La Dépëche,‎ 25 novembre 2023 (À Toulouse, le retour de la momie - ladepeche.fr, consulté le 25 novembre 2023).